# Little Foot
Pour les articles homonymes, voir Little Foot (homonymie).

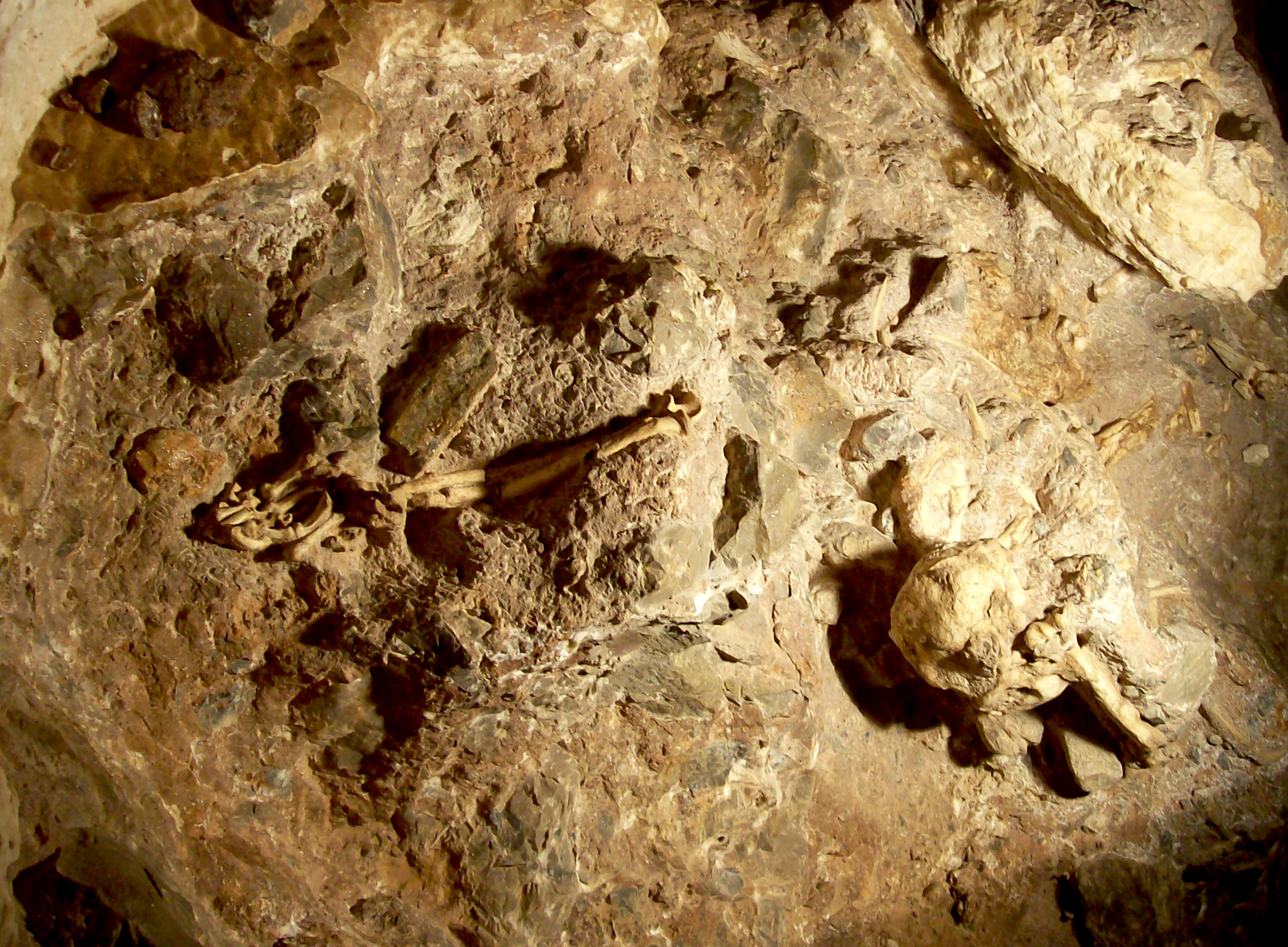
Vue du crâne et du bras de Little Foot, encore en place dans la grotte de Sterkfontein en 2006.

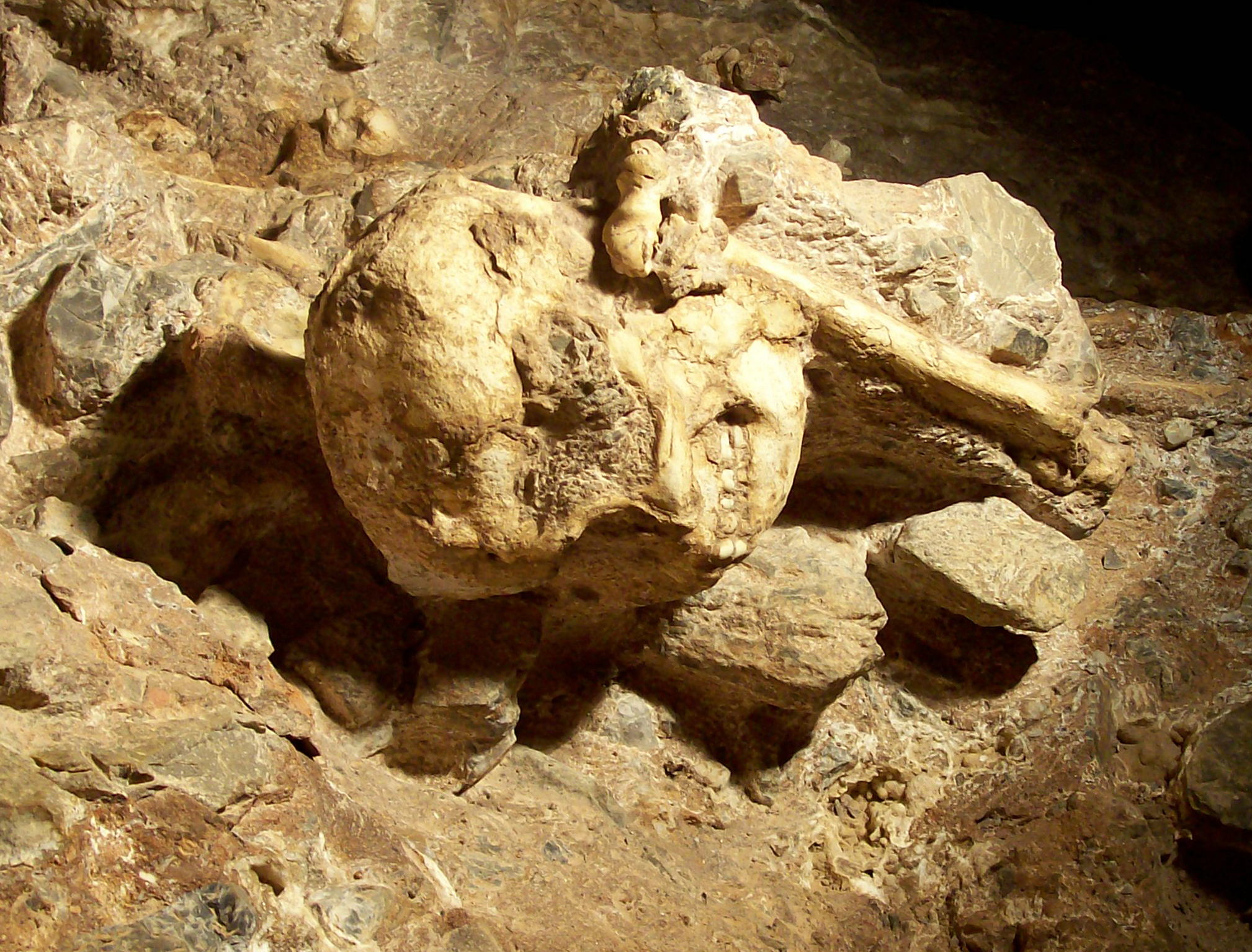
Détail du crâne de Little Foot.

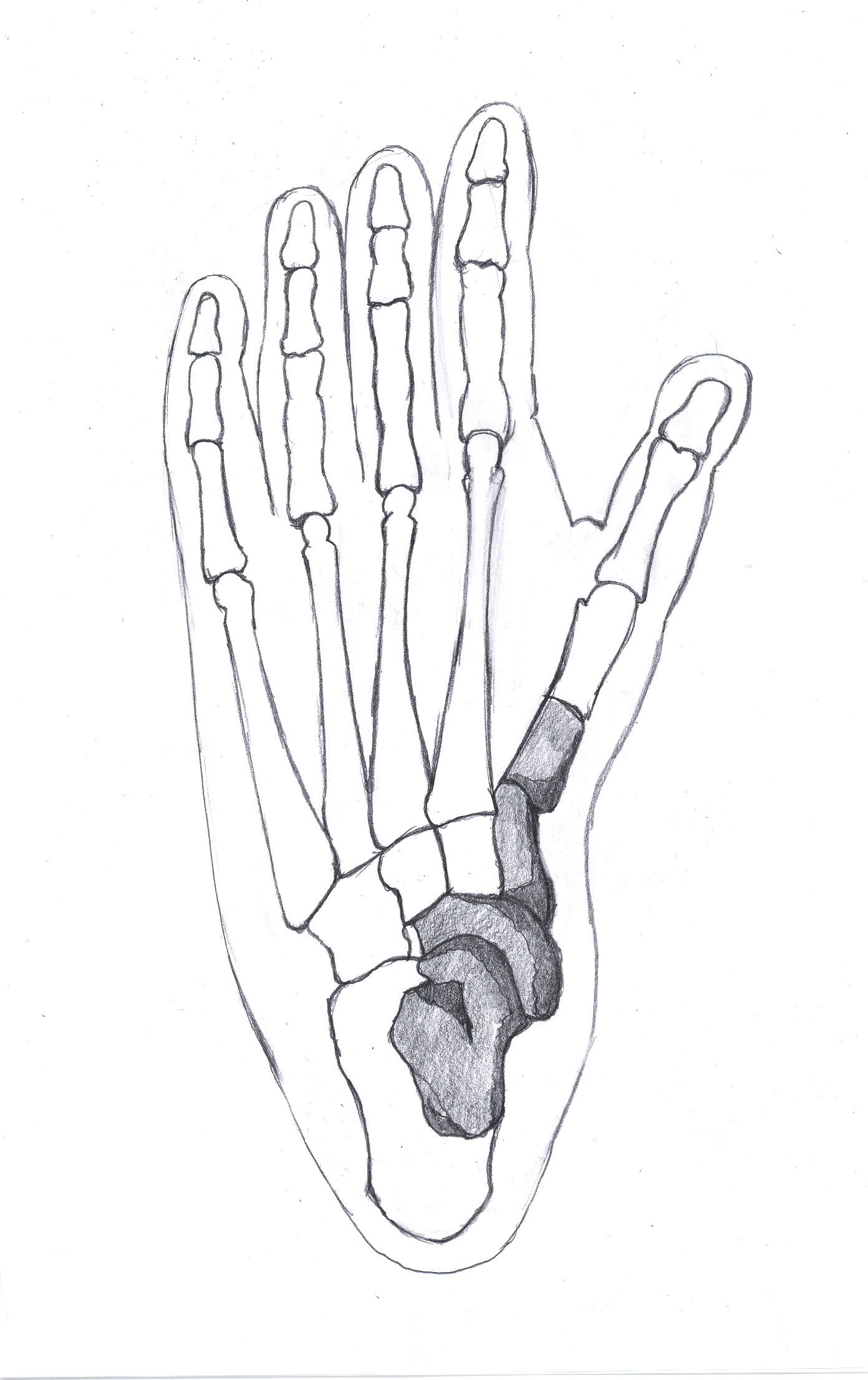
Les quatre premiers ossements du pied de Little Foot, découverts en 1994.

« Little Foot » (ou « Petit Pied » en français) est le surnom donné au squelette fossile d'une australopithèque, découvert en 1994 et 1997 par Ronald J. Clarke dans des circonstances exceptionnelles, à Sterkfontein, en Afrique du Sud. Ce fossile aujourd'hui dégagé représente le squelette d'australopithèque le plus complet jamais découvert à ce jour. Avant que l'histoire géologique du site soit précisée, son âge a fait l'objet d'estimations contradictoires, allant de 2,2 à 4 millions d'années. Une étude publiée en 2015 indique qu'il date de 3,67 millions d’années, et est ainsi plus ancien que Lucy.

## Découverte
Les premiers éléments squelettiques appartenant au fossile de « Little Foot » furent identifiés par le paléoanthropologue Ronald J. Clarke en 1994, alors qu'il classait des fossiles attribués à des bovidés découverts précédemment à Sterkfontein. Les éléments en question provenaient de la grotte de Silberberg, une grande cavité du réseau karstique de Sterkfontein. Ronald J. Clarke remarqua quatre ossements d'un pied gauche (un talus, un naviculaire, un cunéiforme médial et un premier métatarsien) qui appartenaient indubitablement à un hominine et très probablement à un même individu.  
Ils furent décrits, attribués au genre Australopithèque, et inventoriés sous le code Stw 573. Du fait de la petite taille de ces ossements, le fossile fut surnommé « Little Foot ». 
En 1997, Ronald J. Clarke découvrit d'autres ossements de pied du même individu dans les anciennes collections, et notamment un fragment distal de tibia droit qui avait été sectionné du reste du tibia. Il demanda à ses assistants, Stephen Motsumi et Nkwane Molefe, de se rendre dans la grotte de Silberberg avec un moulage de l’ossement en question afin d'essayer de retrouver l'autre extrémité du tibia s'ajustant à ce fragment. En moins de deux jours, ils eurent la chance inouïe de découvrir la section du tibia correspondante, encore en place dans des sédiments bréchifiés de la partie inférieure de la grotte. 
Une fouille lente et minutieuse réalisée par Ronald J. Clarke et son équipe permit de mettre au jour un crâne en occlusion complet avec la mandibule encore en connexion anatomique, puis d’autres os des membres. La poursuite du dégagement aboutit à la découverte d’un squelette très complet (à 97 %), dont certains membres étaient également encore en connexion anatomique : un avant-bras complet en articulation avec la main, des éléments du pelvis, des côtes, des vertèbres, un humérus complet et la plupart des os des membres inférieurs ont ainsi pu être dégagés.
L'annonce de ces découvertes à la presse le 9 décembre 1998 attira l'attention des médias du monde entier.
Après plus de vingt ans de travaux, le squelette reconstitué est présenté au grand public en décembre 2017.

## Description
« Little Foot » représente une découverte exceptionnelle par son état de conservation, et par le fait qu'il s'agit d’un squelette d'hominine ancien quasiment complet : il est beaucoup plus complet par exemple que le célèbre squelette d'Australopithecus afarensis surnommé « Lucy », découvert en Éthiopie en 1974, et qui n'était complet qu'à 40 %.
Les observations préliminaires semblent indiquer que le fossile présente d’une part des caractéristiques différentes de celles d'Australopithecus africanus, et d'autre part des points communs et des différences par rapport à Australopithecus afarensis. Il pourrait être rattaché à l'espèce Australopithecus prometheus créée par Raymond Dart pour des fossiles mis au jour dans le site de Makapansgat, en Afrique du Sud.
Les premières études de ce fossile montrent qu'il s'agit d'une femme d'une trentaine d'années, haute de 1,35 m. La longueur des mains et celle des bras comparées aux jambes de ce « cousin » montrent que les hominidés de cette époque se tenaient déjà debout,.

## Datation
La géologie complexe de Sterkfontein rend difficile la datation précise de Stw 573. Aucun niveau de cendres volcaniques ne permet d’obtenir une datation radiométrique fiable et la séquence paléomagnétique est incomplète.
L'âge du fossile a fait l’objet d'intenses discussions dans la littérature scientifique. Les résultats obtenus allaient de 4 millions d’années avant le présent, pour une datation radiométrique réalisée en 2003 à partir de l’aluminium 26 et du béryllium 10 cosmogéniques, à 2,2 millions d’années avant le présent, pour une datation récente par la méthode de l’uranium/plomb,. Une première estimation basée sur la magnétochronologie attribuait un âge d’environ 3,3 millions d’années au fossile.
S'appuyant sur la révision de l'histoire géologique du site menée depuis 2007 par le karstologue Laurent Bruxelles (Inrap), une étude publiée en 2014 indique que les dépôts datés d'1,5 et 2,2 millions d'années ne sont pas contemporains de Little Foot et que celui-ci aurait au moins 3 millions d'années,.
Une nouvelle étude parue en 2015 dans Nature attribue à Little Foot un âge de 3,67 millions d'années,.